# Proclinopyga fusca
Proclinopyga fusca är en tvåvingeart som först beskrevs av Enrico Adelelmo Brunetti 1913.  Proclinopyga fusca ingår i släktet Proclinopyga och familjen dansflugor. Inga underarter finns listade i Catalogue of Life.